# AIDAblu
AIDAblu – statek pasażerski pływający pod banderą włoską. Wycieczkowiec należy do serii motorowców typu Sphinx IV, które są budowane w papenburskiej stoczni Meyer Werft dla amerykańsko-brytyjskiego koncernu Carnival. Operatorem statku jest niemiecka firma AIDA Cruises.
Wycieczkowiec AIDAblu został zamówiony przez armatora w 2006 roku. Jego budowę rozpoczęto w 2007 roku. Jest to pierwszy statek pasażerski typu Sphinx o wyporności 71300 ton zbudowany przez stocznię Meyer Werft dla operatora AIDA Cruises. Jego wodowanie nastąpiło w 2009 roku. W 2010 roku statek został wyprowadzony z doku, przeszedł próby morskie i wszedł do służby. 
Jest to pierwszy na świecie statek pasażerski z browarem restauracyjnym. Na pokładzie statku znajduje się również destylarnia alkoholi.